# Pierre Cardin
Pierre Cardin, nato Pietro Costante Cardin (pronuncia del cognome in francese: kaʁ'dɛ̃, in italiano: Cardìn; Sant'Andrea di Barbarana, 2 luglio 1922 – Neuilly-sur-Seine, 29 dicembre 2020), è stato uno stilista italiano naturalizzato francese.

## Biografia
Pietro Costante Cardin nacque a Sant'Andrea di Barbarana, frazione del comune trevigiano di San Biagio di Callalta, da una famiglia di facoltosi proprietari terrieri e mercanti finiti in povertà dopo la prima guerra mondiale, ultimo figlio di dieci di Maria Montagner e Alessandro Cardin. Proprio la miseria spinse i genitori di Pietro a trasferirsi in Francia nel 1924.
Come scrive nella sua biografia Libération, Pietro Costante Cardin era un rifugiato italiano in Francia. I suoi genitori erano antifascisti e insieme a circa un milione di antifascisti fuggirono dall’Italia di Mussolini. «Ho il ricordo di un treno che attraversava un lungo tunnel buio in cui gridavo balbuziente: "Mamma, credo di essere diventato cieco, non vedo più nulla!"». A Saint-Etienne un'altra vita lo aspetta. «Noi eravamo dei Rom italiani, ci chiamavano "macaronis"». Lui era il più piccolo in una famiglia con dieci figli, cattolica ma non praticante. Il piccolo Pietro, animato dalla curiosità, ha la passione per la creazione già a 8 anni. «Sfogliavo il mensile Jardin des modes, e trovavo questo bello e appassionante. Passavo ore ad ammirare le linee, i colori e i materiali». Ecco la sua prima «sensibilizzazione» estetica. 
Nel 1936 il quattordicenne Pietro (il cui nome era ormai stato francesizzato in Pierre) iniziò l'apprendistato presso un sarto a Saint-Étienne; dopo una breve esperienza da Manby, sarto a Vichy, nel 1945 giunse a Parigi, lavorando prima da Jeanne Paquin e poi da Elsa Schiaparelli. Primo sarto della maison Christian Dior durante la sua apertura nel 1947 (dopo essere stato rifiutato da Cristóbal Balenciaga), fu partecipe del successo del maestro che definì il New Look.
Nel 1950 fondò la sua casa di moda, cimentandosi poi con l'alta moda nel 1953. Cardin divenne noto per il suo stile d'avanguardia ispirato all'era spaziale. Preferì sempre forme e motivi geometrici, spesso ignorando le forme femminili. Progredì nella moda unisex, qualche volta sperimentale e non sempre pratica. Nel 1954 introdusse il "bubble dress", il vestito a bolle.

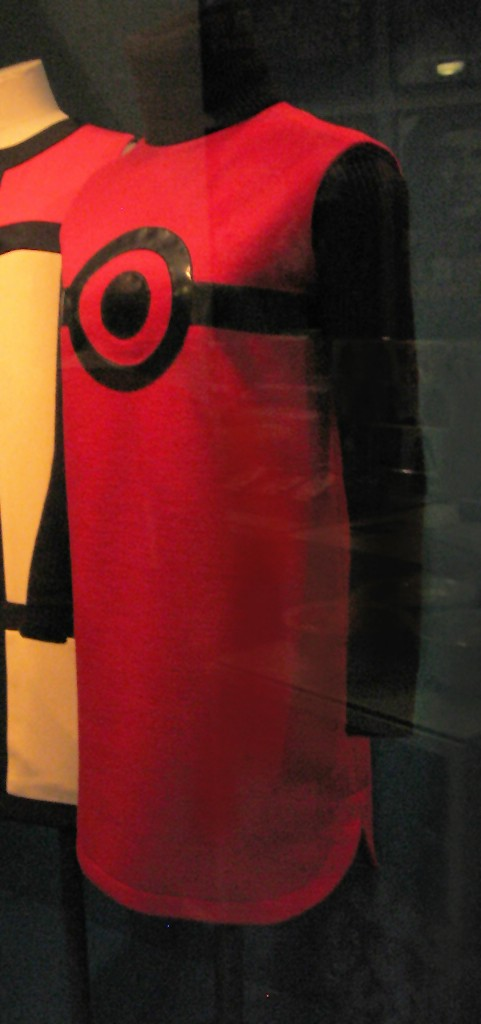
Pierre Cardin, vestito del 1967.

Nel 1959 Cardin fu il primo stilista ad aprire in Giappone un negozio d'alta moda.
Sempre in quell'anno fu espulso dalla Chambre Syndicale, la Camera Sindacale, per aver lanciato per primo a Parigi una collezione confezionata per i grandi magazzini Printemps, ma fu presto reintegrato. Tuttavia, egli si dimise dalla Chambre Syndicale nel 1966 e da allora mostrò le sue collezioni nella sua sede, l'Espace Cardin, aperto nel 1971 a Parigi, inaugurato con un concerto del soprano Renata Tebaldi, e prima di allora nel "Teatro degli Ambasciatori", vicino all'Ambasciata americana. L'Espace Cardin fu utilizzato anche per promuovere nuovi talenti artistici, come teatranti o musicisti.
Nel 1971 gli si affiancò nella creazione d'abiti il collega Andrè Oliver: questi nel 1987 si assunse la responsabilità per le collezioni d'alta moda, fino alla morte nel 1993.
Cardin fu membro della Chambre Syndicale de la Haute Couture et du Prêt-à-Porter e della Maison du Haute Couture dal 1953 al 1993.
Come molti altri stilisti d'oggi, Cardin decise nel 1994 di mostrare la sua collezione solo ad un ristretto gruppo di clienti selezionati e giornalisti.
Nel 1981 acquistò i ristoranti Maxim's e in breve tempo aprì filiali a New York, Londra e Pechino nel 1983. Fu proprietario anche della catena di Hotel Maxim's e brevettò una vasta gamma di prodotti alimentari sotto quel nome.
Il 16 ottobre 2009 Pierre Cardin fu nominato Ambasciatore di buona volontà dell'Organizzazione delle Nazioni Unite per l'alimentazione e l'agricoltura (FAO).
È morto a 98 anni il 29 dicembre 2020, per cause naturali nell'ospedale americano di Neuilly-sur-Seine, vicino a Parigi designando il nipote Rodrigo Basilicati Cardin quale erede artistico e presidente delle società che portano il suo nome.

## Proprietà immobiliari

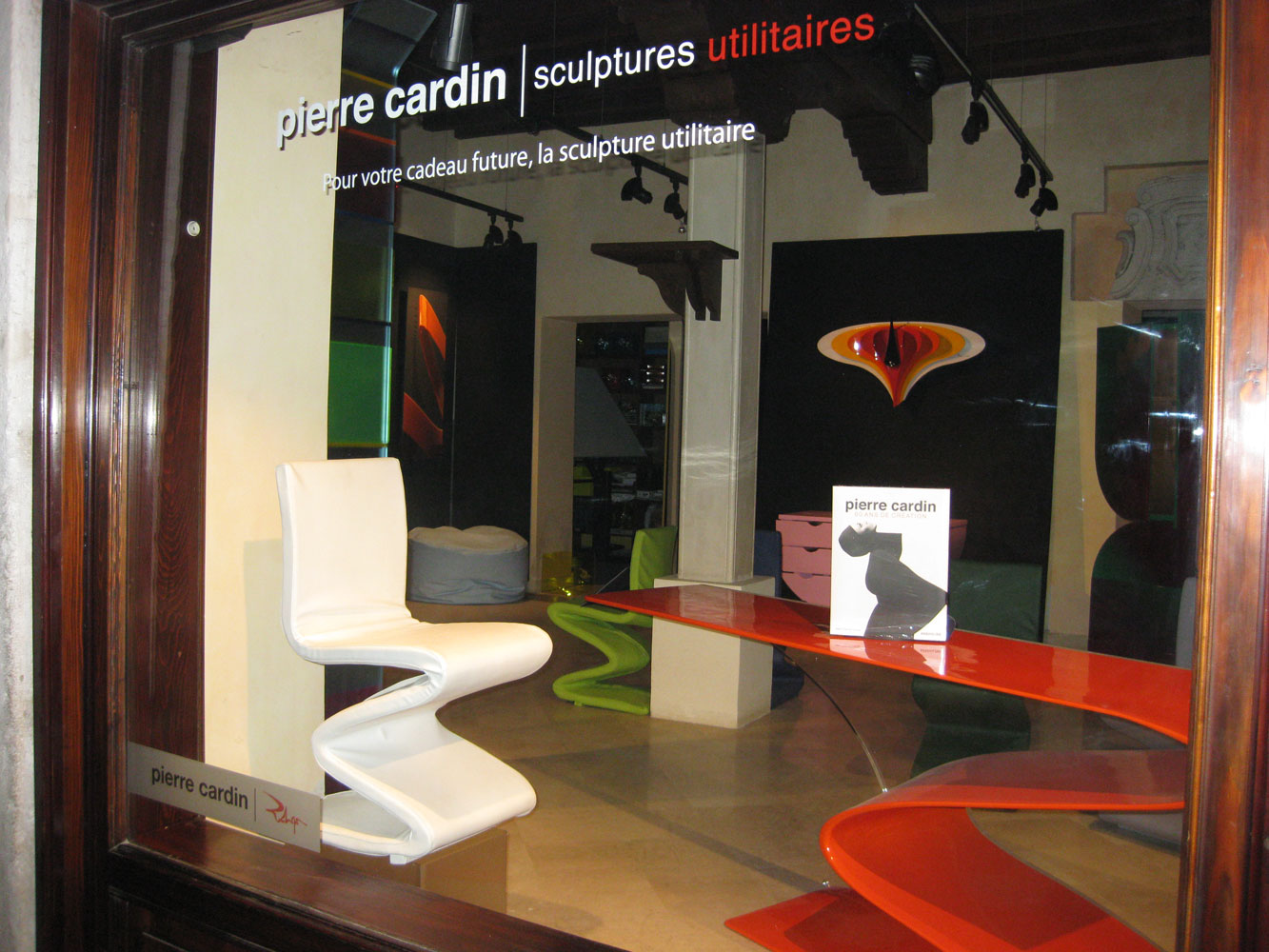
Showroom Sculptures Utilitaires di Cardin a Venezia

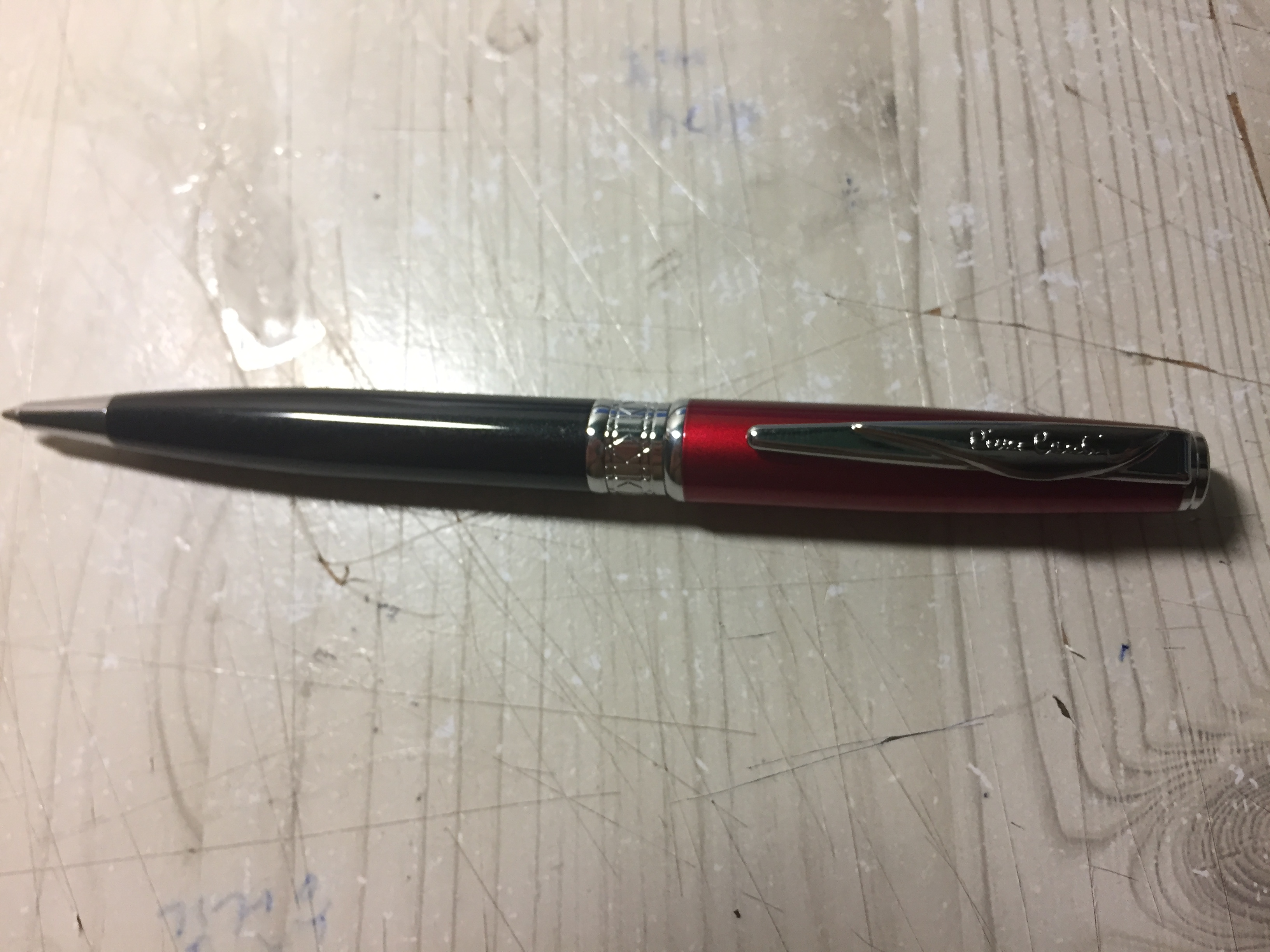
La penna a sfera Pierre Cardin

Pierre Cardin possedeva le rovine di un castello a Lacoste che era stato in passato abitato dal Marchese de Sade. Dopo aver parzialmente ristrutturato il sito, vi organizzava regolarmente dei festival teatrali. Possedeva anche il palazzo Ca' Bragadin a Venezia, dove risiedeva durante i suoi frequenti soggiorni nella città lagunare (nella calle attigua è presente uno spazio espositivo).
Nel 1990 acquistò il Palais Bulles, progettato dall'eccentrico architetto Antti Lovag. Tutto, dal pavimento al soffitto, dall'esterno all'interno, è disegnato da forme sferiche. Con il suo teatro da 500 posti a sedere e le piscine con vista sul Mar Mediterraneo, è spesso luogo di feste e iniziative culturali e artistiche. L'interno è arredato con pezzi di design di valore artistico, le Sculptures utilitaires disegnate dallo stesso stilista, che dal 1977 ha dato vita a una collezione di mobili eleganti e dalle forme sinuose. Nel golfo di Cannes, a Théoule-sur-Mer, nel sud della Francia, quest'opera architettonica nel 1999 è stata designata dal Ministero della Cultura quale monumento storico.